# Centrodoras hasemani
Centrodoras hasemani är en fiskart som först beskrevs av Steindachner, 1915.  Centrodoras hasemani ingår i släktet Centrodoras och familjen Doradidae. Inga underarter finns listade i Catalogue of Life.